# Alonso de Luján
Alonso de Luján (s. XVI) va ser un conquistador castellà.
Cavaller de l'orde de Sant Jaume i un dels capitans generals sota el comandament de l'adelantado Francisco de Montejo. Va ser participant de les campanyes expedicionàries de conquesta de les terres baixes maies al Yucatán, entre 1527 i 1535, entre les quals cal destacar la batalla d'Aké (1528) o la descoberta i conquesta de l'illa on estaven assentats els lacandons (1530). Durant l'expedició va ser company del també conquistador Alonso Dávila, lloctinent de Montejo, al qual va acompanyar el 1531 a la zona nord de Petén, per continuar la tasca de conquesta. Posteriorment, Luján va servir com a testimoni d'aquesta campanya per al cronista Gonzalo Fernández de Oviedo y Valdés entre 1540 i 1541.